# Mansi Barberis
Pour les articles homonymes, voir Barberis.
Mansi (Clemensa) Barberis (12 mars 1899 - 11 octobre 1986) est une compositrice, violoniste, professeur de musique et chef d'orchestre roumaine.

## Biographie
Clemensa Barberis est née à Iași. Elle a commencé à improviser au piano à un âge précoce. Quand une tante transcrit l'une de ses pièces, le compositeur George Enescu recommande que Barberis prenne des leçons de théorie musicale. Elle a étudié avec des professeurs italiens dans la ville de Iaşi puis a étudié le violon, le chant et la composition au Conservatoire George Enescu.
Barberis est diplômée du Conservatoire en 1922.
Elle a été mariée à un médecin et a eu une fille.
Elle a continué ses études à Berlin puis est retournée en Roumanie pour travailler. Elle reprend ses études à Paris pour étudier le chant, la conduite orchestrale, l'opéra, la composition et l'orchestration. En 1936, elle a également étudié le chant brièvement à Vienne avec Max Reger,.
Ses opéras ont été joués à l'Opéra de Bucarest. Sa musique a été également enregistrée et diffusée à la Télévision roumaine (RTV).

## Œuvres
La musique de Barberis est fortement influencée par la musique folklorique roumaine. Elle a écrit plus d'une centaine de mélodies, de la musique symphonique, quatre opéras, de la musique instrumentale et des œuvres chorales.
- Itinerar dacic (1976) sur des vers de Dominic Stancu
- Destin de poet (1981) sur des vers de Mihai Eminescu
- Kera Duducea (1963) opéra
- Apus de soare (Sunset) (1961) opéra
- Rondelurile rozelor (1982) cycle de chants sur des vers d'Alexandru Macedonski[2]

Barberis a publié une autobiographie, Din zori până în amurg (De l'aube jusqu'au crépuscule)